# Tôn Thất Liệt
Tôn Thất Liệt hay Tôn Thất Lệ (尊室𧧋. ?-1885) là một võ tướng nhà Nguyễn cuối thế kỷ 19, được triều đình Nhà Nguyễn phong chức Tham biện Sơn phòng Quảng Trị. Ông giữ một vai trò quan trọng trong Trận Kinh thành Huế 1885.

## Thân thế
Theo các ghi chép gia phả của tôn thất nhà Nguyễn, thì ông thuộc dòng dõi Quốc Uy công Nguyễn Phúc Thuần (con thứ tư của chúa Hiền Nguyễn Phúc Tần), được vua Minh Mạng ban cho họ Tôn Thất. Ông là em ruột của Phụ chính đại thần Tôn Thất Thuyết, con Đề đốc Tôn Thất Đính.
Không có nhiều thông tin về con đường quan lộ của ông. Trước năm 1885, ông được triều đình bổ dụng làm Tham biện Sơn phòng Quảng Trị, nơi mà từ cuối năm 1883, triều đình đã cho "dời nha Sơn phòng Quảng Trị tới làng Bảng Sơn, lỵ sở phủ Cam Lộ cũng xin dời về trong Sơn phòng" , đồng thời giao cho Phụ chính Nguyễn Văn Tường trực tiếp đứng ra đôn đốc binh sĩ, tù nhân và dân phu trong quá trình xây dựng thành Tân Sở, bởi Cơ mật viện cho là "Sơn phòng Quảng Trị có thể làm hậu lộ cho kinh đô (Huế)" .

## Trận Kinh Thành Huế năm 1885
Giữ năm 1885, ông được triệu về kinh đô trong bối cảnh căng thẳng giữa quân Pháp và triều đình Đại Nam lên cao. Trước những đòi hỏi ngang ngược của tướng Pháp de Courcy, Tôn Thất Thuyết đã lên một kế hoạch tập kích quân Pháp tại kinh thành Huế. Sách Đại Nam thực lục chép:

Đêm ngày hai mươi hai (22) tháng [năm (5)] ấy, [phụ chính Tôn Thất] Thuyết ngầm chia quân các dinh vệ làm hai đạo: Một đạo sai em là [Quảng] Trị [Sơn] phòng tham biện Tôn Thất Lệ cai quản. (Tôn Thất Lệ nguyên ở [Sơn] phòng, [phụ chính Tôn Thất] Thuyết sức về). Nửa đêm, [đạo quân ấy] sang đò sông Hương, hợp cùng với bọn thủy sư đề đốc [Lưu Cung] và hiệp lý [thủy sư Cao Hữu Sung] đánh úp Tòa Sứ.
[Phụ chính Tôn Thất] Thuyết cùng với bọn Phấn Nghĩa chưởng vệ là Trần Xuân Soạn làm một đạo đánh úp Trấn Bình đài, doanh nam Pháp [:Mang Cá].— Quốc sử quán triều Nguyễn, Đại Nam thực lục chính biên, Đệ Ngũ kỷ

Khoảng 1 giờ sáng ngày 5 tháng 7 năm 1885 (tức 23 tháng 5 năm Ất Dậu), quân Nam nhất tề tấn công đồn binh Pháp và nổi lửa đốt khắp nơi.

Toà Khâm và Mang Cá đang chìm đắm trong giấc ngủ. Bỗng nhiên vang lên tiếng đại bác và tiếng reo hò vang dậy. Những trại lợp tranh của lính ở bị những bó đuốc của quân ta xung phong vào đốt, bốc cháy dữ dội. Hăng hái nhất là lính Phấn Nghĩa, tức là lính của [phụ chính] Tôn Thất Thuyết mộ làm tay chân, cùng những phạm nhân ở lao Thừa Thiên và lao Trấn Phủ được thả ra để đái công chuộc tội. Họ mang súng hoặc đại đao, mã tấu, mình trần trùng trục, tóc bỏ xoã xuống ngang gối. Đạo quân đánh vào Tòa Khâm do Tôn Thất Liệt [:Lệ], em của [phụ chính Tôn Thất] Thuyết, cùng quan thủy sư đô đốc [Lưu Cung], thủy sư hiệp lý [Cao Hữu Sung] chỉ huy; còn cánh quân đánh vào Mang Cá thì đề đốc [đã được thăng chưởng vệ] Trần Xuân Soạn và [phụ chính] Tôn Thất Thuyết tự thân hành đốc suất. Một viên đại bác từ pháo đài ta trên cửa thành bắn sang làm thủng một lỗ lớn trên nóc Tòa Khâm. Tường và mái đều bị xuyên đạn. Nhà kho, nhà vệ sinh sụp đổ và bốc lửa. Đại uý Bruynô (Bruneau), pháo binh hải quân, bị một viên đạn xuyên qua ngực, ngã ra chết, đại uý Bruanh (Brouin) của đội binh châu Phi gãy mất hai ống chân, tử trận. Hai sĩ quan Hétsen (Heitschell) và Lacơroa (Lacroix) bị thương nặng.— Bửu Kế, Chuyện triều Nguyễn, Nhà xuất bản. Thuận Hoá, 1990, tr. 95.

Tuy nhiên, sau phút bất ngờ ban đầu, quân Pháp đã kịp thời tổ chức phản công. Quân Nam nhanh chóng vỡ trận. Sau khi thất trận, ông cùng Tôn Thất Thuyết hộ giá vua Hàm Nghi chạy ra Quảng Trị. Trên đường ông đã hi sinh ở Mai Lĩnh. 
- Tôn Thất Thuyết
- Hàm Nghi
- Trận Kinh thành Huế 1885